# デヒア
 デヒア (Dehere) とはアメリカ合衆国生産の競走馬、種牡馬。主な勝ち鞍に1993年のホープフルステークス、シャンペンステークスなど。1993年のエクリプス賞最優秀2歳牡馬に選出された。馬名は当時大学バスケットボールのスター選手であったテリー・デヒアーに由来する。

## 経歴
- 特記事項なき場合、本節の出典はEQIBASE[1]

1993年6月30日、モンマスパーク競馬場でのメイドン競走でデビューし初勝利を挙げると、続くG2競走サラトガスペシャルステークス、G3競走サンフォードステークスを2戦とも後方からの鋭い追い込みで連勝。G1競走初出走となったホープフルステークスでは、一転して逃げの策から2着に2馬身半差を付け、G1初制覇を果たした。次走のフューチュリティステークスは逃げたホーリーブルに半馬身届かぬ2着に終わるも、続くシャンペンステークスは4馬身差で勝利してG1競走2勝目を挙げた。ブリーダーズカップ・ジュヴェナイルは圧倒的な1番人気見当に支持されたものの、レースでは5番手から伸びずブロッコの8着。この敗戦がありながらも、この年のエクリプス賞選考ではブロッコを退けて最優秀2歳牡馬に選ばれた。
3歳を迎えた1994年、2月ガルフストリームパーク競馬場のアローワンス競走で復帰して2着とすると、次走のG2競走ファウンテンオブユースステークスでは後のケンタッキーダービー馬ゴーフォージンを下して重賞5勝目を挙げる。しかし、次戦に予定していたフロリダダービーへの調教中に右後脚管骨を骨折し、そのまま競走馬引退となった。3戦目サンフォードステークスから4戦騎乗したクリス・マッキャロンは、「自分が乗ったなかで最もスピードのある2歳馬だった」と語っている。

## 競走成績
以下の内容は、EQIBASEの情報および記載法に基づく。
| 出走日     | 競馬場                 | 競走名                             | 格 | 距離   | 頭数 | 枠番 (PP) | 馬番 (Pgm) | 着順 | 騎手            | 斤量（lb./kg換算） | タイム  | 着差/タイム差 | 勝ち馬/（2着）馬      |
| ---------- | ---------------------- | ---------------------------------- | -- | ------ | ---- | --------- | ---------- | ---- | --------------- | ------------------ | ------- | ------------- | --------------------- |
| 1993.06.30 | モンマスパーク         | メイドン                           |    | ダ5f   | 12   | 1         | 1          | 1着  | J. ブラヴォ     | 118/53.5           | 0:59.10 | 4馬身         | （Justinthefastlane） |
| 0000.07.29 | サラトガ               | サラトガスペシャルS                | G2 | ダ6f   | 9    | 1         | 1          | 1着  | E. メイプル     | 117/53             | 1:09.92 | クビ          | （Slew Gin Fizz）     |
| 0000.08.13 | サラトガ               | サンフォードS                      | G3 | ダ6f   | 6    | 2         | 2          | 1着  | C. マッキャロン | 122/55.5           | 1:10.48 | 5馬身         | （Prenup）            |
| 0000.08.29 | サラトガ               | ホープフルS                        | G1 | ダ6.5f | 7    | 3         | 3          | 1着  | C. マッキャロン | 122/55.5           | 1:15.97 | 2馬身1/2      | （Slew Gin Fizz）     |
| 0000.09.18 | ベルモントパーク       | フューチュリティS                  | G1 | ダ7f   | 6    | 4         | 5          | 2着  | C. マッキャロン | 122/55.5           |         | （1/2馬身）   | Holy Bull             |
| 0000.10.16 | ベルモントパーク       | シャンペンS                        | G1 | ダ8f   | 6    | 2         | 2          | 1着  | C. マッキャロン | 122/55.5           | 1:35.91 | 4馬身         | （Crary）             |
| 0000.11.06 | サンタアニタ           | ブリーダーズカップ・ジュヴェナイル | G1 | ダ8.5f | 11   | 7         | 7          | 8着  | C. マッキャロン | 122/55.5           |         | （12馬身1/2） | Brocco                |
| 1994.02.05 | ガルフストリームパーク | アローワンス                       |    | ダ8.5f | 4    | 1         | 1          | 2着  | M. スミス       | 115/52             |         | 3/4馬身       | Ride the Rails        |
| 0000.02.19 | ガルフストリームパーク | ファウンテンオブユースS            | G2 | ダ8.5f | 6    | 6         | 2x         | 1着  | C. ペレ         | 119/54             | 1:44.70 | 3/4馬身       | （Go for Gin）        |

## 引退後
競走馬引退後はクールモア・グループに種牡馬として購買され、ケンタッキー州のアッシュフォードスタッドを拠点に供用された。初年度よりシャトル種牡馬としてオーストラリアでも種付けを行い、同地での2年目の産駒からゴールデンスリッパーステークスなどの優勝馬ベルドゥジュール、G1競走3勝のディファイアーらを輩出した。アメリカで新種牡馬ランキング2位となったのち、2000年に日本軽種馬協会によって購買され、供用拠点を日本へ移した。日本への輸出後、まずオーストラリアで1999年/2000年度のオーストラリアの2歳チャンピオンサイアーとなり、アメリカでも2002年のチャンピオンサイアーとなった。日本国内およびオーストラリア向けのシャトル種牡馬として繋養されたのち、2005年にクールモアによって買い戻されてアシュフォードスタッドに戻る。さらに2010年にトルコへ輸出され、トルコ国内において28頭の産駒から10頭の勝ち上がり馬を出していた。2014年5月15日、トルコのイズミトペンションスタッドで心臓発作を起こして息を引き取った。

### 主な産駒
※日本調教馬（カナ表記）を除いてはG1競走優勝馬のみ記載。
- 1997年産
  - Belle du Jour（ゴールデンスリッパーステークス、ニューマーケットハンデキャップなど）[7]
  - Defier（ドゥームベンカップ、クイーンエリザベスステークス、ジョージメインステークスなど）[8]
  - トーヨーデヘア（NHKマイルカップ2着、青藍賞、早池峰賞）[9]
- 1998年産
  - モルフェデスペクタ（バーデンバーデンカップ）[10]
- 1999年産
  - Take Charge Lady（スピンスターステークス2回、アッシュランドステークスなど。Take Charge Indy、Will Take Chargeの母）[11]
  - Bolinger（クールモアクラシックなど）[12]
- 2001年産
  - ケイアイガード（ラジオたんぱ賞）[13]
  - ウエストジーニアス（不来方賞）[14]
- 2003年産
  - ホウライミサイル（東海ダービー）[15]
- 2004年産
  - ウエスタンダンサー（京阪杯）[16]
  - キーポケット（兵庫牝馬特別、兵庫クイーンカップ、兵庫サマークイーン賞、福山牝馬特別連覇、新春賞、読売レディス杯）[17]
  - スパイナルコード（高知優駿、珊瑚冠賞、建依別賞、黒潮皐月賞）[18]
  - テイエムゲンキボ（九州記念、肥後の国グランプリ）[19]
- 2005年産
  - ニックバニヤン（羽田盃）[20]
  - エーシンディーエス（京都ハイジャンプ、京都ジャンプステークス）[21]
- 2008年産
  - Invest（シュウェップスオークス）[22]
  - Pear Tart（タターソールズティアラ）[23]

### 主なブルードメアサイアー産駒
- 2003年産
  - Midnight Lute（ブリーダーズカップ・スプリント2回、フォアゴーハンデキャップ）[24]
- 2004年産
  - Forensics（ゴールデンスリッパーステークス）[25]
- 2006年産
  - デグラーティア（小倉2歳ステークス）[26]
- 2009年産
  - Take Charge Indy（フロリダダービー、Will Take Chargeの半兄）[27]
  - Grayder（ドンハンデキャップ）[28]
  - モンストール（新潟2歳ステークス）[29]
- 2010年産
  - Will Take Charge（トラヴァーズステークス、クラークハンデキャップ、ブリーダーズカップ・クラシック2着）[30]
  - So Many Ways（スピナウェイステークス）[31]
  - メイショウアイアン（北海道スプリントカップ）[32]
- 2011年産
  - Tamarando（デルマーフューチュリティステークス）[33]
  - Hauraki（エプソムハンデキャップ）[34]
- 2013年産
  - Nettoyer（ドンカスターハンデキャップ、クイーンオブザターフステークス）[35]
  - ボールライトニング（京王杯2歳ステークス）[36]
  - グレイトパール（平安ステークス、アンタレスステークス）[37]
- 2014年産
  - City of Light（ペガサスワールドカップ、ブリーダーズカップ・ダートマイル、トリプルベンドステークス、マリブステークス）[38]
- 2017年産
  - As Time Goes By（ビホルダーマイルステークス）[39]
  - Ladies Man（リヴァモルクラシック、TABクラシック）

## 血統表
| デヒアの血統                          | デヒアの血統                          | デヒアの血統           | （血統表の出典）       | （血統表の出典） |
| 父系                                  | デピュティミニスター系                | デピュティミニスター系 | デピュティミニスター系 | [ § 2 ]          |
| 父 Deputy Minister 1979 黒鹿毛 カナダ | 父の父Vice Regent 1967 栗毛 カナダ    | Northern Dancer        | Nearctic               | Nearctic         |
| 父 Deputy Minister 1979 黒鹿毛 カナダ | 父の父Vice Regent 1967 栗毛 カナダ    | Northern Dancer        | Natalma                |                  |
| 父 Deputy Minister 1979 黒鹿毛 カナダ | 父の父Vice Regent 1967 栗毛 カナダ    | Victoria Regina        | Menetrier              | Menetrier        |
| 父 Deputy Minister 1979 黒鹿毛 カナダ | 父の父Vice Regent 1967 栗毛 カナダ    | Victoria Regina        | Victoriana             |                  |
| 父 Deputy Minister 1979 黒鹿毛 カナダ | 父の母Mint Copy 1970 黒鹿毛 カナダ    | Bunty's Flight         | Bunty Lawless          | Bunty Lawless    |
| 父 Deputy Minister 1979 黒鹿毛 カナダ | 父の母Mint Copy 1970 黒鹿毛 カナダ    | Bunty's Flight         | Broomflight            |                  |
| 父 Deputy Minister 1979 黒鹿毛 カナダ | 父の母Mint Copy 1970 黒鹿毛 カナダ    | Shankey                | Jabneh                 | Jabneh           |
| 父 Deputy Minister 1979 黒鹿毛 カナダ | 父の母Mint Copy 1970 黒鹿毛 カナダ    | Shankey                | Grass Shack            |                  |
| 母 Sister Dot 1985 鹿毛 アメリカ      | 母の父Secretariat 1970 栗毛 アメリカ  | Bold Ruler             | Nasrullah              | Nasrullah        |
| 母 Sister Dot 1985 鹿毛 アメリカ      | 母の父Secretariat 1970 栗毛 アメリカ  | Bold Ruler             | Miss Disco             |                  |
| 母 Sister Dot 1985 鹿毛 アメリカ      | 母の父Secretariat 1970 栗毛 アメリカ  | Somethingroyal         | Princequillo           | Princequillo     |
| 母 Sister Dot 1985 鹿毛 アメリカ      | 母の父Secretariat 1970 栗毛 アメリカ  | Somethingroyal         | Imperatrice            |                  |
| 母 Sister Dot 1985 鹿毛 アメリカ      | 母の母Sword Game 1976 黒鹿毛 アメリカ | Damascus               | Sword Dancer           | Sword Dancer     |
| 母 Sister Dot 1985 鹿毛 アメリカ      | 母の母Sword Game 1976 黒鹿毛 アメリカ | Damascus               | Kerala                 |                  |
| 母 Sister Dot 1985 鹿毛 アメリカ      | 母の母Sword Game 1976 黒鹿毛 アメリカ | Bill and I             | Baybrook               | Baybrook         |
| 母 Sister Dot 1985 鹿毛 アメリカ      | 母の母Sword Game 1976 黒鹿毛 アメリカ | Bill and I             | Klinchit               |                  |
| 母系(F-No.)                           | (FN:2-o)                              | (FN:2-o)               | (FN:2-o)               | [ § 3 ]          |
| 5代内の近親交配                       | Nearco5×5=6.25%                       | Nearco5×5=6.25%        | Nearco5×5=6.25%        | [ § 4 ]          |
| 出典                                  | 1. 2. 3. 4.                           | 1. 2. 3. 4.            | 1. 2. 3. 4.            | 1. 2. 3. 4.      |